# 赵隆眉
赵隆眉（？—880年代），南诏王世隆及隆舜时的清平官
877年，和唐朝进行战争的南诏初代皇帝世隆去世，其子隆舜即位。隆舜为了与唐朝讲和，任命主和派首领赵隆眉为宰相。请求与唐朝和亲，唐僖宗决定将安化公主许配给隆舜。当时黄巢之乱，唐僖宗逃到成都府。南诏对和亲极为重视，立即派赵隆眉和通汉文、能文辞的宰相段义宗、杨奇鲲等人一起出使成都，朝僖宗行在，迎娶公主。三人到达成都时，受到了唐朝的隆重接待。赵隆眉的政敌郑买嗣向唐将高骈称赵隆眉等人是南诏的能臣，除掉他们可以使唐朝边境安全。高骈上书让朝廷警惕使臣，于是僖宗变卦，赵隆眉饮鸩酒而死。后来建立大天兴国的赵善政就是赵隆眉的家族成员。